# Bromölla (Gemeinde)
Koordinaten: 56° 5′ N, 14° 29′ O

Bromölla ist eine Gemeinde (schwedisch kommun) in der südschwedischen Provinz Skåne län und der historischen Provinz Schonen. Hauptort der Gemeinde ist Bromölla.

## Orte
Folgende Orte sind Ortschaften (tätorter):
- Bromölla
- Gualöv
- Nymölla
- Näsum
- Valje

## Städtepartnerschaften
- Kamień Pomorski, Polen